# Grăbiți apusul soarelui (film)
Grăbiți apusul soarelui (titlul original: Hurry Sundown) este un film dramatic american, realizat în 1967 de Otto Preminger, având protagoniști pe Jane Fonda și Michael Caine. Scenariul de Horton Foote și Thomas C. Ryan se bazează pe romanul omonim scris de K. B. Gilden, pseudonimul pentru soții Katya și Bert Gilden. Este filmul de debut al actriței Faye Dunaway.  

## Conținut
O provincie în SUA, statul Georgia în vara arzătoare a anului 1946. Aici locuiește cu soția sa Julie Ann proprietarul încă tânăr și foarte bogat al unei fabrici de conserve, Henry Warren. Pentru a-și optimiza afacerea, Warren plănuiește să achiziționeze terenuri agricole învecinate nedezvoltate, în numele celui mai mare client al său, o companie de legume. Dar există o mare problemă: doi dintre proprietari nu vor să vândă. Unul este vărul lui Henry, Rad McDowell, și soția lui Lou, cealaltă bucată de pământ aparține bărbatului de culoare Reeve Scott, a cărui mamă bătrână bolnavă și care a fost cândva bona lui Julie Ann. Henry Warren nu este selectiv în mijloacele sale atunci când vine vorba de a-i „convinge” pe cei doi recalcitranți să vândă. Când nu are succes cu cuvintele bune, trimite bandiți înarmați. Dar niciuna dintre măsurile lui brutale nu are succes, iar Warren începe să devină din ce în ce mai furios.
Lipsa lui de scrupule îi înstrăinează treptat pe Henry și Julie Ann unul de celălalt, mai ales că Warren îi cere soției sale să pretindă după moartea subită a lui Rose, că Reeve, fiul lui Rose, deține ilegal pământul său. Julie Ann este reticentă în a-și ajuta soțul, dar totuși depune o plîngere. Apoi profesoara localnică, negresa Vivian Thurlow, care datorită documentelor de arhivă ale orașului, poate dovedi că Reeve este proprietarul legal al porțiunii de teren în litigiu, zădărnicește planul lui Warren, astfel Julie Ann își retrage acuzația împotriva lui Reeve. 
Henry vede acum o singură cale de a-și atinge scopul. Cu ajutorul unor membri ai Ku Klux Klan, el aruncă în aer un baraj, după care apa revărsată inundă terenul agricol al celor doi adversari și îl face inutilizabil pentru Reeve și Cousin Rad. Copilul cel mare al lui Rad cade în apă în timpul atacului și se îneacă. Pentru prima dată, Henry este îngrozit de consecințele acțiunilor sale. Lucrurile se înrăutățesc însă pentru el: soția lui Henry îl părăsește, iar Rad și Reeve, cu ajutorul vecinilor, decid să-și pregătească proprietatea pentru a putea fi din nou cultivată.

## Distribuție
- Michael Caine - Henry Warren
- Jane Fonda - Julie Ann Warren
- Diahann Carroll - Vivian Thurlow
- Beah Richards - Rose Scott
- Robert Hooks - Reeve Scott
- Faye Dunaway - Lou McDowell
- John Phillip Law - Rad McDowell
- Luke Askew - Dolph Higginson
- George Kennedy - Sheriff Coombs
- Burgess Meredith - Judge Purcell
- Madeleine Sherwood - Eula Purcell
- Frank Converse - Reverend Clem De Lavery
- Robert Reed - Lars Finchley
- Jim Backus - Carter Sillens

}}

## Premii și nominalizări
- Faye Dunaway a câștigat Premiul BAFTA pentru cel mai promițător debutant în rol principal pentru acest film cât și pentru filmul Bonnie și Clyde.[2]
- Faye Dunaway a fost, de asemenea, nominalizată pentru Premiul Globul de Aur pentru noul star al anului ‑ actriță, dar a pierdut în favoarea actriței Katharine Ross din filmul Absolventul.